# Alta Gracia

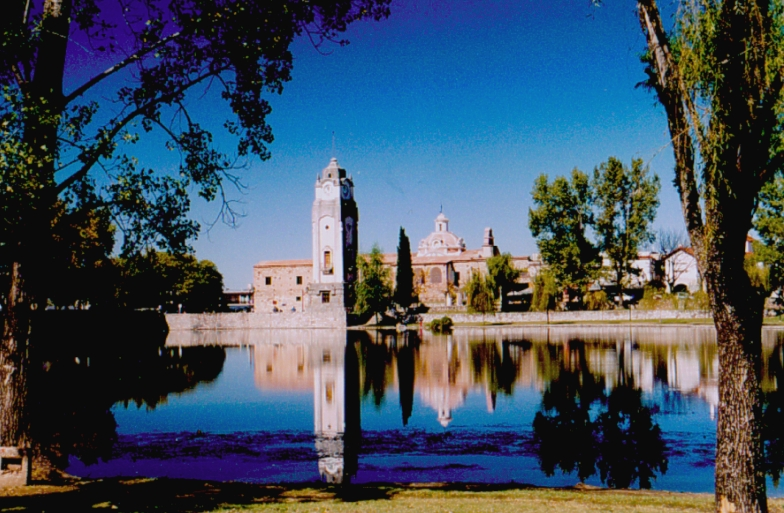
La Torre del rellotge vista des del "Tajamar"

La ciutat d'Alta Gracia és la capital del departament de Santa María, província de Córdoba, Argentina. Està situada a 39 km al sud sud-oest de la capital provincial, en l'àmplia Vall de Paravachasca, entre els vessants orientals de la Sierra Chica a l'oest i la plana de les Pampes a l'est, solcada pel rierol Chicamtoltina o Alta Gracia, tributari del riu Anisacate.
És un antic i prestigiós indret turístic caracteritzat per l'emplaçament d'una instal·lació jesuïta. A l'atractiu dels seus paisatges muntanyencs i la seua proximitat a la capital, s'ha sumat l'obertura de la Casa Museu del Che Guevara.
La població estimada al novembre de 2005 era de 45.000 habitants.
Ciutat d'un plàcid i saludable clima quasi tot l'any amb molt esporàdiques nevades hivernals (principalment al juliol), el seu clima atrau a viatgers i turistes gairebé des de la seua fundació. Per aquest motiu el turisme és un dels seus principals recursos econòmics. A més de l'activitat principal, que és la prestació de serveis turístics i el comerç, posseeix petites indústries alimentàries (begudes) i tèxtils (fabricació de ponxos).

## Història
- En el segle xvii Alta Gracia va ser una gran finca administrada pels jesuïtes. Junt amb altres Caroya, Jesús María, Santa Catalina, La Candelarai i San Ignacio de los Ejercicios va dotar dels recursos econòmics necessaris perquè funcionara el "Colegio Máximo" (després Universidad de Córdoba, una les primeres universitats americanes i la primera de l'Argentina) la seu original de la qual pot visitar-se en l'anomenada "Manzana Jesuítica" de Córdoba. Tots aquests conjunts han estat designats per la UNESCO, Patrimoni de la Humanitat.
- La principal activitat econòmica d'Alta Gràcia durant el període colonial va ser l'agricultura i la ramaderia.
- Els obrers eren majoritàriament esclaus d'origen africà (els que vivien en el ranxo, un conjunt de construccions precàries que ocupaven una illa en diagonal i cap al sud de l'església). També existien obrers contractats i indis.
- 1941, el casc de la finca és declarat monument històric nacional, però la residència va seguir ocupada per hereus de Solares fins a l'any 1968. El 1971 es va restaurar i shi va inaugurar com el Museo Nacional Casa del Virrey Liniers

### Antics propietaris
- El conquistador espanyol Juan Nieto, 1588 va rebre el territori com mercé pels seus serveis a la colonització de Jerónimo Luis de Cabrera. En aquest any la població es reduïa a un parell de ranxos rodejats de cultius europeus (com el del blat), cultius en els quals treballaven els aborígens de la hisenda. L'hereu d'aquesta precària finca, Alonso Nieto de Herrera, en l'ingressar a la Companyia de Jesús, va donar la mercé a l'esmentada orde (1643). De la mà dels jesuïtes es desenvoluparia una gran empresa productiva: la branca tèxtil, agropecuària així com el comerç de mules. És, segons sembla, Alonso Nieto de Herrera, qui la va batejar com "Mare de Déu d'Alta Gràcia". La finca d'Alta Gracia, l'any 1659 ja no era l'originària construcció d'atovó; s'havia transformat en una mola de calç i pedra, desafiant amb el seu estil barroc l'arquitectura de l'època. Estava conformada per la residència, l'obratge destinat principalment a la producció tèxtil, la fusteria, els forns, el ranxo i els seus seixanta habitatges per a treballadors, el "tajamar" (dic artificial per al reg dels cultius) així com l'església.

- L'any 1810, després de l'expulsió i de successius propietaris particulars, l'antic virrei del Río de la Plata, Santiago de Liniers va prendre possessió de la finca tot i que només hi va residir cinc mesos fins al seu tràgic final.

- 1820, José Manuel Solares (l'últim propietari) disposa en el seu testament que es trace una vila per a "els pobres de notòria honradesa", donant origen al que amb el temps seria la ciutat d'Alta Gràcia.

### Personatges il·lustres
- Manuel de Falla, compositor espanyol, hi va tenir la seua residència durant diversos anys, els últims de la seua vida, i hi va morir el 14 de novembre de 1946.
- Ernesto Che Guevara, metge, polític i guerriller revolucionari.